# Hagnagora discordata
Hagnagora discordata är en fjärilsart som beskrevs av Achille Guenée 1858. Hagnagora discordata ingår i släktet Hagnagora och familjen mätare. Inga underarter finns listade i Catalogue of Life.